# Kadua tahuatensis
Kadua tahuatensis ist eine Pflanzenart aus der Gattung Kadua in der Familie der Rötegewächse (Rubiaceae). Sie kommt endemisch nur auf einer Insel der im südlichen Pazifik gelegenen Marquesas-Inseln vor.

## Beschreibung

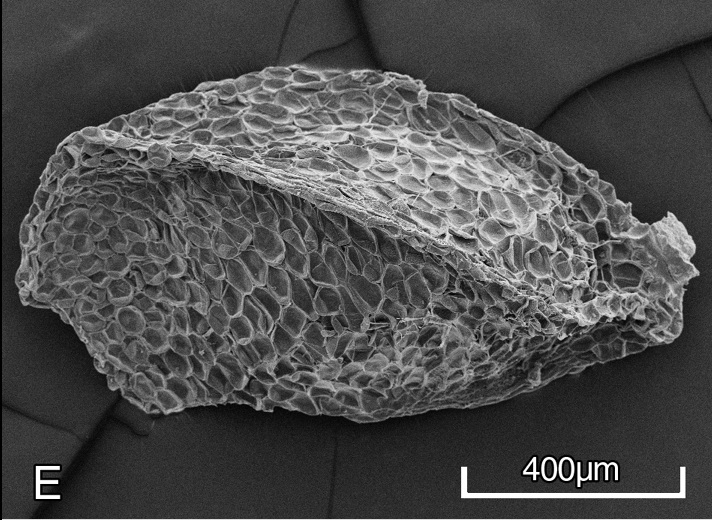
Samen von Kadua tahuatensis unter dem Rasterelektronenmikroskop

### Vegetative Merkmale
Kadua tahuatensis wächst als Strauch, der Wuchshöhen von bis zu 2 Meter erreichen kann. Alle Triebe sind unbehaart. Die 0,4 bis 0,6 Zentimeter dicken Zweige weisen stark zusammengedrückte Internodien auf. Die glatte bis gefurchte Borke ist blassbraun.
Die gegenständig an den Zweigen angeordneten Laubblätter sind in einen Blattstiel und eine Blattspreite gegliedert. Der kräftige und an der Oberseite gefurchte Blattstiel ist 0,2 bis 0,5 Zentimeter lang und 0,2 bis 0,3 Zentimeter dick. Die einfache, papierartige bis leicht ledrige Blattspreite ist bei einer Länge von 4,2 bis 15 Zentimetern sowie einer Breite von 2 bis 8 Zentimetern elliptisch bis elliptisch-verkehrt-eiförmig. Die Spreitenbasis läuft spitz bis keilförmig zu, die gelegentlich zugespitzte Spreitenspitze ist stumpf oder abgerundet und der ganzrandige Spreitenrand ist verdickt. Von jeder Seite des Blattmittelnerves zweigen fünf bis neun auffällige Seitennerven ab. Die inter- und intrapetiolaren Nebenblätter ähneln den Laubblättern, sind mit der Basis des Blattstieles verwachsen und bilden dadurch eine becherförmige Blattscheide mit einer gestutzten Spitze. Die Blattscheide ist rund 3 Millimeter lang und 5 bis 6 Millimeter breit.

### Generative Merkmale
Die endständigen zymösen rispigen Blütenstände werden 5 bis 6 Zentimeter lang und 4,5 bis 6 Zentimeter breit. Der zusammengedrückte Blütenstandsstiel ist bis zu 2 Zentimeter lang und 1,5 bis 2 Millimeter dick. Die Blütenstände enthalten 23 bis 25 Einzelblüten. Die Blüten stehen an kräftigen, zusammengedrückten Blütenstielen, welche 2 bis 3 Millimeter lang und 0,8 bis 1,4 Millimeter dick sind. Die obersten Blütenstandsverzweigungen weisen jeweils zwei bis drei Einzelblüten auf.
Die vierzähligen Blüten sind radiärsymmetrisch und vermutlich dimorph. Der verkehrt-kegelförmige Blütenbecher wird 3 bis Millimeter lang und 1,5 bis 2 Millimeter breit. Die Kelchblätter sind miteinander zu einer 2 bis 3 Millimeter langen und 4 bis 5 Millimeter dicken, glockenförmigen Kelchröhre verwachsen. Die Kelchlappen sind bei einer Länge von 1,5 bis 2 Millimetern und einer Breite von 2 bis 2,5 Millimetern eiförmig-dreieckig geformt. Die fleischigen, blassgrünen Kronblätter sind stieltellerförmig miteinander verwachsen. Die Kronröhre erreicht eine Länge von 1,3 bis 1,6 Zentimeter sowie einen Durchmesser 1,5 bis 2 Millimeter. Die vier zurückgebogenen Kronlappen sind bei einer Länge von 0,8 bis 1 Zentimetern sowie einer Breite von 0,15 bis 0,2 Zentimetern linealisch-länglich und haben an der Spitze einen hakenförmiges, zurückgebogenes Anhängsel sowie dunkelviolette Ränder. Die 3 bis 3,5 Millimeter langen und 0,5 bis 0,6 Millimeter breiten, etwas stachelspitzigen Staubblätter sind nahe am Grund der Kronröhre inseriert. Der Griffel ist 1,1 bis 1,2 Zentimeter lang und die zweifach gelappte Narbe wird etwa 2,5 Millimeter groß.
Die Kapselfrüchte sind bei einer Länge von 1,2 bis 2 Zentimeter und einer Dicke von 0,6 bis 0,8 Zentimeter kreisel- bis verkehrt-eiförmig-kreiselförmig geformt und stehen an einem kräftigen, 0,3 bis 0,8 Zentimeter langen Stiel. Die Spitze der Kapselfrüchte unterteilt sich in mehrere Segmente. Jede der Früchte enthält mehrere Samen, welche 0,9 bis 1,2 Millimeter lang werden. Sie sind unregelmäßig drei- oder mehreckig geformt und weisen einen kleinen, 0,1 bis 0,3 Millimeter breiten Flügel auf. Die Samenschale weist eine netzartige Struktur auf.

## Verbreitung
Das natürliche Verbreitungsgebiet von Kadua tahuatensis liegt auf den Marquesas-Inseln im südlichen Pazifik. Kadua tahuatensis ist ein Endemit, der nur auf der Insel Tahuata vorkommt. Soweit bisher bekannt umfasst das Verbreitungsgebiet einige hohe, nach Südosten gerichtete Gebirgshänge in den zentralen Gebirgsregionen der Insel.
Kadua tahuatensis gedeiht in Höhenlagen von 780 bis 835 Metern. Die Art wächst dort in feuchten Bergwäldern und feuchten Buschland. In diesen Wäldern und im Buschland wachsen verschiedene Arten von Alsophila, Streifenfarnen (Asplenium), Rippenfarnen (Blechnum), Elaphoglossum, Cheirodendron, Hibiskus (Hibiscus), Sumpf-Bärlappe (Lycopodiella), Eisenhölzern (Metrosideros), Schwertfarnen (Nephrolepis), Reynoldsia sowie Weinmannia.

## Taxonomie
Die Erstbeschreibung als Hedyotis tahuatensis erfolgte 2000 durch David H. Lorence und Jacques Florence in Adansonia. Im Jahr 2005 überführten Warren L. Wagner und David H. Lorence die Art als Kadua tahuatensis in Systematic Botany in die Gattung Kadua. Das Artepitheton tahuatensis verweist auf das Verbreitungsgebiet der Art.
Kadua tahuatensis ähnelt Kadua nukuhivensis im morphologischen Erscheinungsbild sehr. Molekulare Untersuchungen haben gezeigt, dass es sich um Schwesterarten handelt.